# Paul Vogel (Pädagoge, 1856)

Paul Johannes Vogel (1856–1911)

Paul Johannes Vogel (* 27. April 1856 in Plauen; † 10. Juli 1911 in Bad Kissingen) war ein deutscher Klassischer Philologe und Gymnasiallehrer. Er war der Gründungsrektor des Königin-Carola-Gymnasiums in Leipzig.

## Leben

### Familie
Paul Vogel war der jüngste Sohn des Gymnasialoberlehrers Friedrich August Vogel († 1. April 1867 in Plauen) und dessen Ehefrau Minna, geborene Teichmann († 1878). Im Alter von zehn Jahren verstarb sein Vater. Die weitgehend mittellose Witwe zog daraufhin mit ihrem minderjährigen Sohn von Plauen nach Meißen, wo zu der Zeit der älteste Bruder Pauls, Theodor Vogel (1836–1912), als Lehrer an der Fürstenschule St. Afra wirkte.
Paul Vogel heiratete am 30. September 1879 Johanna Meyer († 24. April 1928 in Leipzig), die Tochter eines Rechtsanwaltes, aus Altenburg. Der Ehe entstammten zwei Kinder.

### Werdegang
Paul Vogel besuchte von 1864 bis 1868 das Gymnasium seiner Vaterstadt und von 1868 bis 1874 die Fürstenschule St. Afra. Anschließend studierte er Klassische Philologie, Geschichtswissenschaft und Germanistik an der Universität Leipzig. Während seines Studiums wurde er Mitglied der Pauliner, des damaligen Leipziger Universitätsgesangsvereins. Am 1. November 1877 wurde er bei Justus Hermann Lipsius an der Philosophischen Fakultät der Universität Leipzig promoviert und bestand im März des folgenden Jahres die Staatsprüfung für Kandidaten des höheren Schulamts.
Von 1878 bis 1888 unterrichtete er am Königlichen Gymnasium in Dresden-Neustadt. Anschließend war er ständiger wissenschaftlicher Lehrer am Königlichen Gymnasium in Schneeberg. 1894 wurden ihm Titel und Rang eines Professors verliehen.
Auf Verordnung des Sächsischen Kultusministeriums wurde Vogel mit Wirkung vom 1. Januar 1902 in Leipzig zum ersten Oberlehrer und interimistischen Leiter des mit Ostern 1902 ins Leben tretenden 2. Staatsgymnasiums ernannt und am 9. Januar von Sr. Excellenz dem Herrn Staatsminister Dr. von Seydewitz als solcher verpflichtet.
Nach umfangreichen organisatorischen Vorarbeiten, der Eröffnung des Unterrichtsbetriebes am 8. April 1902 und der Einweihung des neuen Schulgebäudes am 16. Oktober desselben Jahres wurde Paul Vogel mit Wirkung vom 1. Januar 1903 zum ersten Rektor dieses neuen, nunmehr nach Königin Carola benannten jüngsten humanistischen Gymnasiums in Leipzig ernannt. Neben seinem Organisations- und einem besonderen Lehrgeschick, das es ihm ermöglichte, das Notwendige fest und sicher einzuprägen und dabei zugleich die Schüler anzuregen und zu fesseln, wurde von Zeitgenossen als besonderes Kennzeichen seiner Amtsführung sein stetes Wohlwollen gegenüber den Kollegen und der Schülerschaft hervorgehoben. Vogel war einer der ersten Gymnasialrektoren in Sachsen, die regelmäßige Elternabende an ihrer Schule einführten. In kürzester Zeit war es ihm gelungen, das Königin-Carola-Gymnasium als eine der renommiertesten Bildungsstätten in Sachsen zu etablieren.
Ab Ostern 1911 war er zudem Leiter des neu errichteten Pädagogischen Seminars am Königin-Carola-Gymnasium.
Neben seinem Schuldienst war er wissenschaftlich und publizistisch tätig und versah zahlreiche Ehrenämter. 1910 wurde er von der Sächsischen Staatsregierung zum Mitglied des Preisgerichtes der Brüsseler Weltausstellung ernannt.
Nachdem sich bereits 1909 erste Anzeichen einer ernsten Herzerkrankung bemerkbar gemacht hatten, wurde seine Gesundheit durch drei tragische Schülerselbstmorde der begabtesten Oberprimaner der Schule und die damit verbundenen seelischen Erschütterungen allerschwerster Art nachhaltig beeinträchtigt. Paul Vogel verstarb während einer Kur in Bad Kissingen an akuter Herzschwäche. Die Trauerfeier fand unter großer Anteilnahme von Lehrer- und Schülerschaft auf dem Südfriedhof in Leipzig statt. Seine Urne wurde anschließend auf den Friedhof nach Aue überführt.

## Schriften
- In Dinarchum Curae Grammaticae Rhetoricae Criticae, Dissertationsschrift, Sturm & Koppe, Lipsiae 1877.
- Orationes ex Sallusti, Livi, Curti, Taciti libris selectae, B. G. Teubner, Lipsiae 1887.
- Fritz Reuter. Ut mine Stromtid, Teubner, Leipzig und Berlin 1902 (Deutsche Dichter des neunzehnten Jahrhunderts, 1).
- Lysias. Ausgewählte Reden nebst Schülerkommentar, Freytag, Leipzig 1905.
- Deutsches Lesebuch für sächsische Gymnasien, Abteilung 7: Unterprima, Dürr, Leipzig 1907.